# Xã Kimberly, Quận Aitkin, Minnesota
Xã Kimberly (tiếng Anh: Kimberly Township) là một xã thuộc quận Aitkin, tiểu bang Minnesota, Hoa Kỳ. Năm 2010, dân số của xã này là 195 người.